# Mount Marcus Baker
Mount Marcus Baker – najwyższy szczyt w paśmie Chugach Mountains na południowym wschodzie Alaski. Mount Marcus Baker był początkowo nazywany "Mount Saint Agnes". Nazwę zmieniono później na cześć kartografa i geologa Marcusa Bakera. 
Szczyt został po raz pierwszy zdobyty przez słynnego badacza Brandforda Washburna wraz z Normanem Brightem, Peterem Gabrielem i Normanem Dyhrenfurthem 19 czerwca 1938 r.